# Bonvillaret
Bonvillaret este o comună în departamentul Savoie din sud-estul Franței. În 2009 avea o populație de 117 de locuitori.

## Evoluția populației
| An        | 1975 | 1982 | 1990 | 1999 | 2006 | 2009 |
| --------- | ---- | ---- | ---- | ---- | ---- | ---- |
| Populație | 103  | 70   | 68   | 69   | 90   | 117  |